# Tarapacá Universitet
Tarapacá Universitet (spansk: Universidad de Tarapacá) er et universitet beliggende i byen Arica i Chile. Det er et af de såkaldte "traditionelle universiteter" (universidades tradicionales).
Tarapacá Universitet udgiver tidsskriftet Revista Chungará et tidsskrift om antropologi og arkæologi.

## Eksterne links
Universidad de Tarapacá, officiel website (spansk)
| Skole | Spire Denne artikel om en skole, en uddannelsesinstitution eller uddannelse er en spire som bør udbygges. Du er velkommen til at hjælpe Wikipedia ved at udvide den. |

18°28′16″S 70°18′41″V / 18.47111°S 70.31139°V